# Бељградска тврђава
Бељградска тврђава или Акерманска тврђава (старословенски: Бѣлградъ) је средњовековни град (тврђава) у Буџаку у Украјини. Био је природно окружен и заштићен.
Налази се у близини данашњег града Билгорода-Дњистровског и Дњестарског лимана.
Потиче из 13. вијека или из времена татарских упада на Балкан и у Европу. Прво је припадало Другој бугарској држави и служило је као североисточна фортификација на простор дивљом пољу. Тврђава је одлично очувана. Данашња цитадела је музеј.
Тврђава се звала Акерман (што на турском значи бела тврђава) од 1503. па до 1918.
25. септембра 1826, после инцидента у добром часу, Русија и Османлије овде су потписале Акерманску конвенцију.